# إدوارد كالابريس
إدوارد كالابريس (بالإنجليزية: Edward Calabrese)‏ هو عالم سموم ‏ أمريكي، ولد في 10 أغسطس 1946.